# Estadi Olímpic d'Atenes
L'Estadi Olímpic d'Atenes "Spyros Louis" (Ολυμπιακο Σταδιο της Αθηνας "Σπυρος Λουης", Olympiako Stadio Athinas "Spyros Louis" en grec) és l'estadi principal del Complex Olímpic d'Esports d'Atenes (OAKA), en la ciutat d'Atenes, Grècia. En aquest estadi es van realitzar les cerimònies d'obertura i clausura dels Jocs Olímpics d'Atenes 2004.
L'estadi té una capacitat màxima de 75.000 espectadors. No obstant això, per a les cerimònies olímpiques aquest nombre es va reduir a 72.000, i per a les competicions d'atletisme fins als 56.700 espectadors.
L'estadi va ser originalment completat l'any 1982, va albergar el 1997 el Campionat del Món d'Atletisme, com a forma de demostrar la capacitat de la ciutat d'Atenes per a albergar esdeveniments de gran magnitud, després del fracàs en la candidatura de la capital hel·lènica per a albergar els Jocs Olímpics de 1996.
Després de l'obtenció dels Jocs Olímpics de l'any 2004, l'estadi va sofrir una completa reconstrucció, no exenta de polèmiques després de l'elecció de l'espanyol Santiago Calatrava per al disseny de l'obra, que preveia dos arcs sobre el cel de l'estadi. La construcció de l'estadi va sofrir molts retards, el que va fer perillar l'organització dels Jocs. No obstant això, la nova coberta i la remodelació va ser conclosa a temps, sent reinaugurat l'estadi el 30 de juliol de 2004, només dies abans que en el mateix estadi se celebrés la Cerimònia d'Obertura dels Jocs Olímpics d'Atenes 2004.
Durant l'agost d'aquell any, l'estadi va ser seu d'alguns partits de futbol i dels esdeveniments d'atletisme dels Jocs. El 29 d'agost es va realitzar la cerimònia de clausura.
L'estadi va ser rebatejat com a Spirídon Luïs en honor del famós atleta grec, guanyador de la primera marató dels Jocs Olímpics d'Atenes 1896, i fou seu del partit final de la Lliga de Campions l'any 2007. Prèviament s'havien disputat ja dues finals d'aquest torneig el 1983 i 1994

## Galeria

Flama olímpica a la cerimònia d'obertura dels Jocs Olímpics de 2004
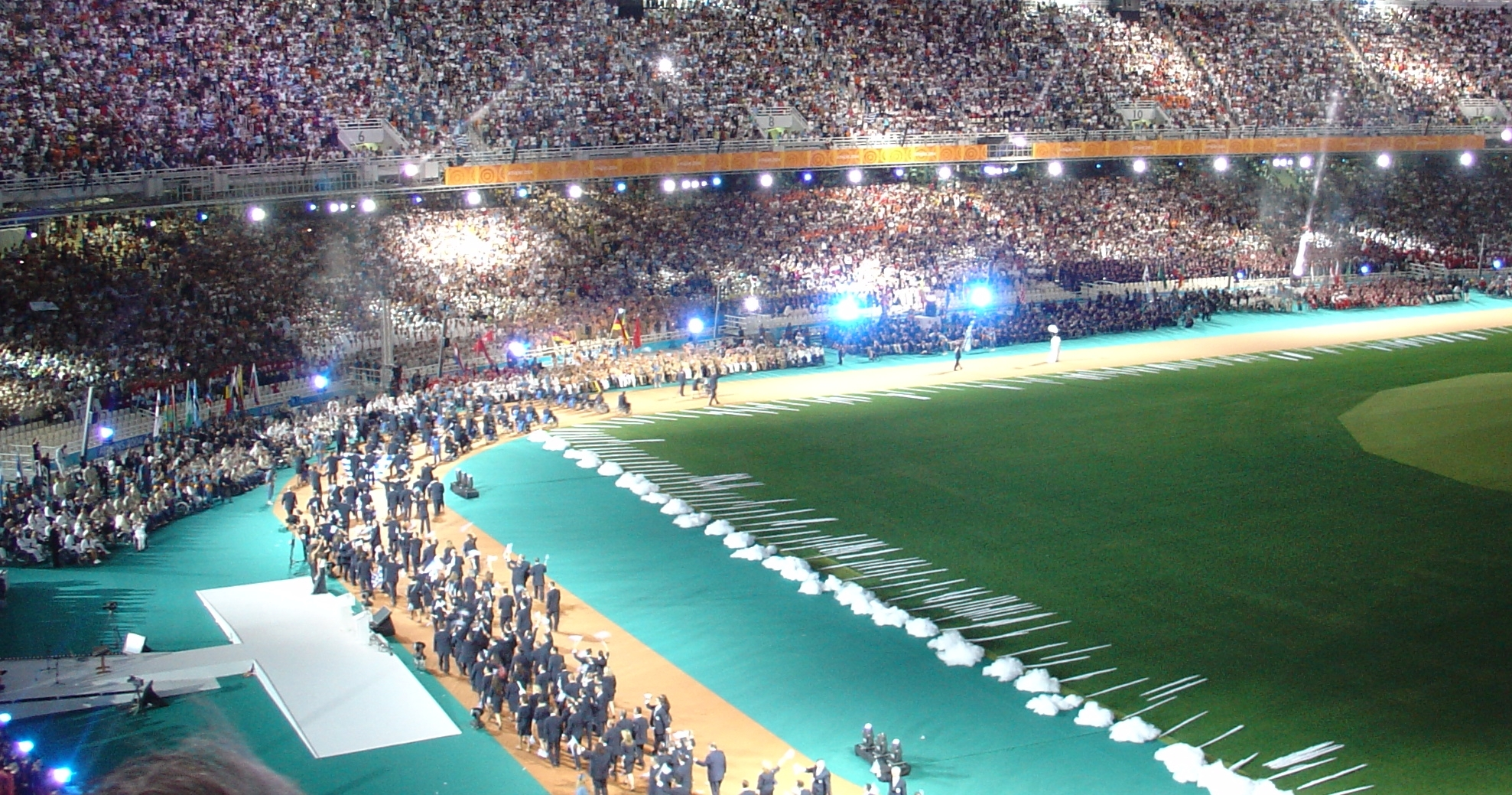
Cerimònia d'obertura dels Jocs Paralímpics